# Ryosuke Tada
Ryosuke Tada (夛田 凌輔 Tada Ryosuke?), född 7 augusti 1992 i Osaka prefektur, är en japansk fotbollsspelare.
Tada började sin karriär 2011 i Cerezo Osaka. Efter Cerezo Osaka spelade han för Oita Trinita, Thespakusatsu Gunma, AC Nagano Parceiro, Tochigi SC, Blaublitz Akita och SC Sagamihara.